# Timaliidae
I Timalidi (Timaliidae Vigors & Horsfield, 1827) sono una famiglia di uccelli dell'ordine dei Passeriformi

## Tassonomia
La famiglia comprende i seguenti generi e specie:
- Genere Pomatorhinus
  - Pomatorhinus hypoleucos (Blyth, 1844)
  - Pomatorhinus erythrogenys Vigors, 1831
  - Pomatorhinus erythrocnemis Gould, 1863
  - Pomatorhinus gravivox David, 1873
  - Pomatorhinus mcclellandi Godwin-Austen, 1870
  - Pomatorhinus swinhoei David, 1874
  - Pomatorhinus horsfieldii Sykes, 1832
  - Pomatorhinus melanurus Blyth, 1847
  - Pomatorhinus schisticeps Hodgson, 1836
  - Pomatorhinus montanus Horsfield, 1821
  - Pomatorhinus ruficollis Hodgson, 1836
  - Pomatorhinus musicus Swinhoe, 1859
  - Pomatorhinus ochraceiceps Walden, 1873
  - Pomatorhinus ferruginosus Blyth, 1845
  - Pomatorhinus superciliaris (Blyth, 1842)
- Genere Spelaeornis
  - Spelaeornis caudatus (Blyth, 1845)
  - Spelaeornis badeigularis Ripley, 1948
  - Spelaeornis troglodytoides (Verreaux, J, 1871)
  - Spelaeornis chocolatinus (Godwin-Austen & Walden, 1875)
  - Spelaeornis reptatus (Bingham, 1903)
  - Spelaeornis oatesi (Rippon, 1904)
  - Spelaeornis kinneari Delacour & Jabouille, 1930
  - Spelaeornis longicaudatus (Moore, F, 1854)
- Genere Sphenocichla
  - Sphenocichla humei (Mandelli, 1873)
  - Sphenocichla roberti Godwin-Austen & Walden, 1875
- Genere Stachyris
  - Stachyris grammiceps (Temminck, 1828)
  - Stachyris herberti (Baker, ECS, 1920)
  - Stachyris nonggangensis Fang & Aiwu, 2008
  - Stachyris nigriceps Blyth, 1844
  - Stachyris poliocephala (Temminck, 1836)
  - Stachyris strialata (Müller, S, 1836)
  - Stachyris oglei (Godwin-Austen, 1877)
  - Stachyris maculata (Temminck, 1836)
  - Stachyris leucotis (Strickland, 1848)
  - Stachyris nigricollis (Temminck, 1836)
  - Stachyris thoracica (Temminck, 1821)
  - Stachyris erythroptera (Blyth, 1842)
  - Stachyris melanothorax (Temminck, 1823)
- Genere Stachyridopsis
  - Stachyridopsis rodolphei (Deignan, 1939)
  - Stachyridopsis rufifrons (Hume, 1873)
  - Stachyridopsis ambigua Harington, 1915
  - Stachyridopsis ruficeps (Blyth, 1847)
  - Stachyridopsis pyrrhops (Blyth, 1844)
  - Stachyridopsis chrysaea (Blyth, 1844)
- Genere Dumetia
  - Dumetia hyperythra (Franklin, 1831)
- Genere Rhopocichla
  - Rhopocichla atriceps (Jerdon, 1839)
- Genere Macronus
  - Macronus gularis (Horsfield, 1822)
  - Macronus bornensis (Bonaparte, 1850)
  - Macronus flavicollis (Bonaparte, 1850)
  - Macronus kelleyi (Delacour, 1932)
  - Macronus striaticeps Sharpe, 1877
  - Macronus ptilosus Jardine & Selby, 1835
- Genere Micromacronus
  - Micromacronus leytensis Amadon, 1962
  - Micromacronus sordidus Ripley & Rabor, 1968
- Genere Timalia
  - Timalia pileata Horsfield, 1821